# Wabasso (Minnesota)
Wabasso é uma cidade localizada no estado americano de Minnesota, no Condado de Redwood.

## Demografia
Segundo o censo americano de 2000, a sua população era de 643 habitantes.
Em 2006, foi estimada uma população de 650, um aumento de 7 (1.1%).

## Geografia
De acordo com o United States Census Bureau tem uma área de
2,0 km², dos quais 2,0 km² cobertos por terra e 0,0 km² cobertos por água. Wabasso localiza-se a aproximadamente 321 m acima do nível do mar.

## Localidades na vizinhança
O diagrama seguinte representa as localidades num raio de 20 km ao redor de Wabasso.